# Gunnar Heiðar Þorvaldsson
Gunnar Heidar Thorvaldsson (ou en islandais : Gunnar Heiðar Þorvaldsson) (né le 1er avril 1982 à Vestmannaeyjar en Islande) est un joueur international de football islandais.

## Palmarès
Vierge

### Distinction personnelle
- Meilleur buteur du championnat de Suède : 2005